# Бакићи (племићка породица)
Бакићи су били српска средњовековна племићка породица. Крајем 15. и почетком 16. века имали су поседе на просторима Шумадије, у тадашњем Смедеревском санџаку, под влашћу Османског царства. Затим су 1525. године прешли у Угарску, поставши једна од најугледнијих српских породица у тој краљевини. Најистакнутији члан био је војвода Павле Бакић, који је 20. септембра 1537. године од угарског краља добио титулу српског деспота.

## Историја
Крајем 15. и почетком 16. века, током раног периода турске власти, породица Бакића је имала простране поседе око Венчаца у Шумадији, тако да је читава област била позната и као „земља Бакића“. У централном делу Смедеревског санџака управљали су кнежином која је обухватала око педесет села. Уживали су велики углед у народу, а такође и код Турака, тако да су поседовали сопствени тимар (феудално добро), као и право да од народа прикупљају порез (харач). У склопу турског феудалног система, припадали су влашком друштвеном слоју.
Најпознатији члан ове породице био је војвода Павле Бакић, који је као спахија-хришћанин уживао велико поверење код смедеревског санџак бега Ферхат-паше, у чијем је санџаку држао кнежину. Због великог глобљења, Ферхат-паша је 1524. године на султанову заповест погубљен, а његов штићеник Павле Бакић пао је у немилост, па је недуго потом, заједно са браћом и осталом породицом пребегао у Угарску.
За време борбе око угарског престола између надвојводе Фердинанда Хабзбуршког и ердељског војводе Јована Запоље, Бакићи су били на страни војводе Запоље. После Запољиног пораза код Токаја 1527, прешли су на страну Фердинанда, добивши знатне поседе у западним и северним областима Угарске.
Велики углед који су Бакићи уживали међу Србима у Угарској потврђен је 1537. године, када је краљ Фердинанд својом повељом од 20. септембра именовао Павла Бакића за српског деспота. Недуго потом, новоименовани српски деспот је погинуо 9. октобра 1537. године у бици код бици код Горјана, у тадашњој Вуковској жупанији, а Турци су његову главу послали султану у Цариград.
Након погибије деспота Павла, породичним поседима су управљала његова браћа, а потом њихови наследници, који су се временом уклопили у угарски друштвени поредак.
У поседу су држали град Лак у жупанији Шомођ (мађ. Öreglak, у данашњој Мађарској), као и град Холич на граници тадашње Краљевине Угарске према Маркгрофовији Моравској.

## Чланови
Бакићи који су 1525. године прешли у Угарску били су потомци два брата, Комнина и Димитрија, те се по томе породица дели на две гране. Комнинониви потомци су били:
- Павле Бакић, ожењен Теодором

- Маргарита, удата за трансилванског племића Јована Кендефија (ум. око 1553/4), који је био син Николе Кендефија (ум. око 1532/7) и Милице Белмужевић (ум. након 1562), која је била ћерка српског војводе Милоша Белмужевића (ум. 1500). Након смрти мужа, са којим је имала ћерку Ану, Маргарита се 1555. године преудала за Тому Олаха, који је био синовац острогонског надбискупа Николе Олаха.
- Ангелина

- Комнин, погинуо 1527. године[8]
- Манојло, погинуо 29. августа 1526. године у Мохачкој бици[9]
- Димитрије, жив 1529. године[10]
- Михаило Бакић (умро 1540. године)

- Петар II Бакић (умро након 1562. године)

- Гал Бакић (умро након 1601. године)

- Јован Бакић (умро око 1637. године)

- Матија Бакић (умро након 1600. године)

Димитријеви потомци су били:
- Петар Бакић (капетан, умро 1552. године))

- Павле II Бакић  (умро пре 1575. године)
- Михаило II Бакић (умро око 1603. године)

- Петар III Бакић (умро око 1633. године)
- Урсула Бакић
- Маргита Бакић

- Ана Бакић
- Катарина Бакић